# Mario Jarrín
Mario José Jarrin, es un deportista de ciclismo de montaña categoría Downhill, nacido en Tungurahua provincia de Ecuador.
En el 2005 ganó medalla de oro en los juegos bolivarianos, repetiría medalla de bronce en el 2017. En el 2022 fue campeón mundial de Downhill master en Cerro Bayo, Argentina.

## Palmarés internacional
| Campeonato Mundial | Campeonato Mundial | Campeonato Mundial | Campeonato Mundial |
| Año                | Lugar              | Medalla            | Categoría          |
| ------------------ | ------------------ | ------------------ | ------------------ |
| 2022               | ( Argentina)       | Medalla de oro     | Master             |